# Cymbalophora cohaerens
Cymbalophora cohaerens là một loài bướm đêm thuộc phân họ Arctiinae, họ Erebidae.